# Tatiana Silva Braga Tavares

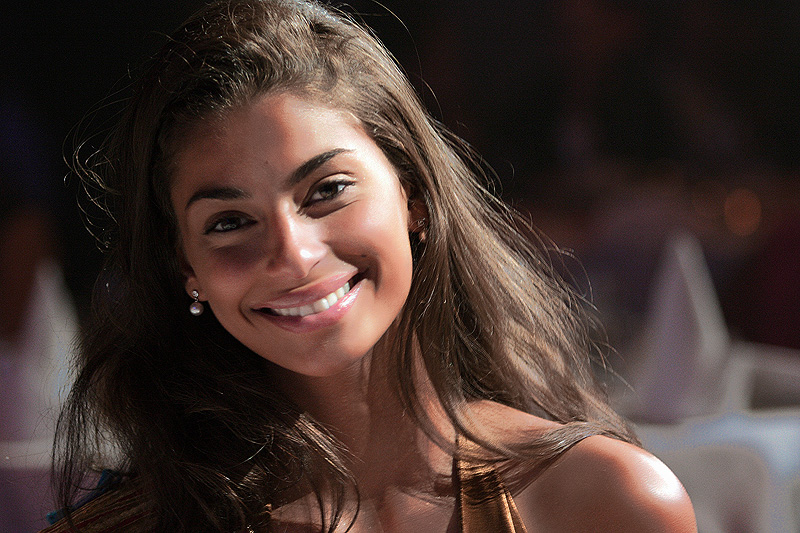
Tatiana Silva Braga Tavares in 2005

Tatiana Silva Braga Tavares (Ukkel, 5 februari 1985) is een model en werd in 2005 Miss België nadat ze eerder dat jaar ook tot Miss Brussel werd gekroond. De Brusselse, wier ouders afkomstig zijn van Kaapverdië, vertegenwoordigde tevens België op de Miss World-wedstrijd in 2005 en de Miss Universe 2006. Tatiana Silva spreekt Nederlands, Engels, Frans en Portugees.
Sinds 2013 presenteert ze het weerbericht, vanaf september 2014 op RTBF. Ze was een van de deelnemers aan Expeditie Robinson 2010, waarin ze de finale verloor van Regina Romeijn. Sinds 2012 is ze ook deeltijds aan de slag als projectmedewerkster van Think-Pink, de nationale borstkankercampagne. Van 2011 tot 2012 had ze een relatie met Stromae.
- Gemeinsame Normdatei: 1165891190
- Virtual International Authority File: 3163153596633151900004